# Ai (imię)
Ai (jap. 愛, 藍, あい, アイ) – popularne żeńskie imię japońskie. Jest ono skróconą, nowocześniejszą formą imienia Aiko (w latach 80. XX wieku żeńskie imiona z końcówką 子 ko wyszły z mody).

## Możliwa pisownia
Ai można zapisać używając wielu różnych znaków kanji i może znaczyć m.in.:
- 愛, „miłość”[1] (występuje też inna wymowa tego imienia: Megumi)
- 藍, „indygo”

## Znane osoby
- Ai Fukuhara (愛), japońska tenisistka stołowa
- Ai Kawashima (あい), japońska wokalistka, kompozytorka i pianistka
- Ai Kobayashi (あい), japońska curlerka
- Ai Maeda (愛), japońska seiyū
- Ai Morinaga (あい), japońska mangaka
- Ai Nonaka (藍), japońska seiyū
- Ai Orikasa (愛), japońska seiyū
- Ai Ōtsuka (愛), japońska wokalistka popowa
- Ai Shimizu (愛), japońska seiyū
- Ai Shinozaki (愛), japońska modelka, aktorka, piosenkarka oraz członkini zespołu AeLL.
- Ai Sugiyama (愛), japońska tenisistka
- Ai Takahashi (愛), japońska piosenkarka popowa
- Ai Yamamoto (愛), japońska siatkarka grająca na pozycji środkowej.
- Ai Yazawa (あい), japońska mangaka

## Fikcyjne postacie
- Ai Amano (あい), główna bohaterka mangi i anime Video Girl Ai
- Ai Ebihara (あい), bohaterka gry Shin Megami Tensei: Persona 4
- Ai Enma (あい), główna bohaterka mangi i anime Jigoku Shōjo
- Ai Haibara a.k.a. Shiho Miyano, bohaterka serii Detektyw Conan
- Ai Kisugi (愛), bohaterka mangi i anime Cat's Eye
- Ai Mikage (愛), postać z anime I My Me! Strawberry Eggs
- Ai Mori (あい), bohaterka mangi i anime Ueki no Hōsoku
- Ai Nanasaki (逢), bohaterka serii gier, mang i anime Amagami
- Ai Yazawa (愛), postać z filmu Battle Royale II: Requiem
- Ai Miyashita (愛), bohaterka gry Love Live! School Idol Festival ALL STARS(inne języki) i anime Love Live! Nijigasaki High School Idol Club(inne języki)